# Småtjärnarna (Junsele socken, Ångermanland, 709597-154720)
Småtjärnarna är en sjö i Sollefteå kommun i Ångermanland och ingår i Ångermanälvens huvudavrinningsområde.